# Phaseolus oligospermus
Phaseolus oligospermus är en ärtväxtart som beskrevs av Charles Vancouver Piper. Phaseolus oligospermus ingår i släktet bönor, och familjen ärtväxter. Inga underarter finns listade i Catalogue of Life.